# 国友藤兵衛能當
国友藤兵衛能當は、江戸時代まで鉄砲の生産地として栄えた江州国友村の鉄砲師、国友藤兵衛家の鍛冶銘である。いわば藤兵衛工房の「ブランド名」で、人名としての藤兵衛はその家から出た、国友一貫齋が有名である。
国友藤兵衛重恭（くにとも とうべえしげゆき、1778年 - 1840年）は、近江国坂田郡国友村（現、滋賀県長浜市国友町）に生まれた鉄砲鍛冶。
本姓は辻村で、国友の鉄砲師は職務上「国友」姓を名乗り、彼の家は鍛冶銘を代々「国友藤兵衛能当（よしまさ）」とする。一貫齋と号し、一般に「国友藤兵衛」と云えば、この一貫齋を指すことが多い。本業の鉄砲のほか、「気炮」と呼ばれる蓄気ボンベ式の高性能空気銃や反射望遠鏡の開発で知られる。